# ODF2
ODF2‏ (Outer dense fiber protein 2) هوَ بروتين يُشَفر بواسطة جين ODF2 في الإنسان.